# 怀表

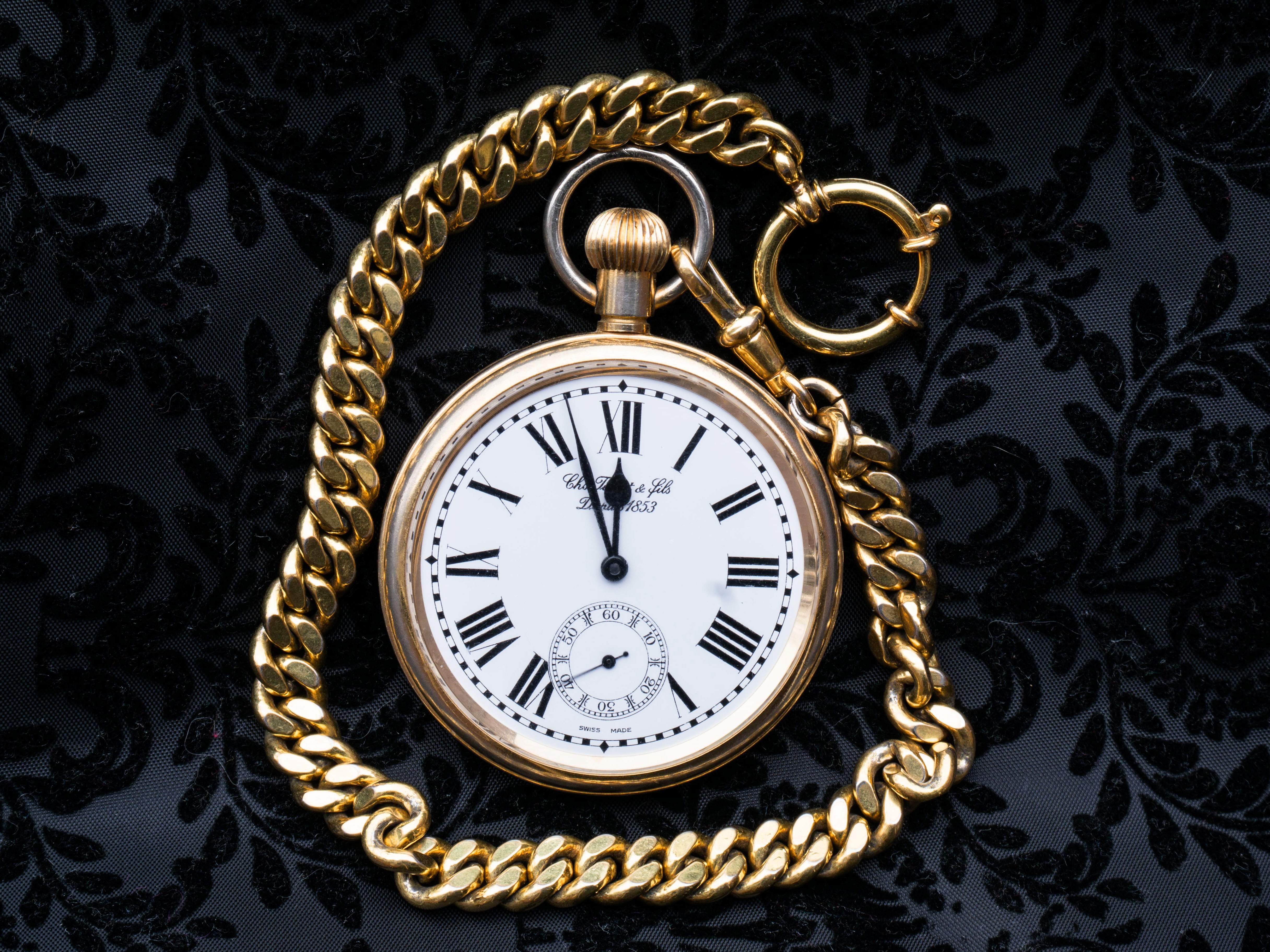
带有表链的怀表

怀表是指一种没有表带，随身携带的钟表。传统的怀表为指针式，用一条表链繫在衣服口袋中，使用的时候掏出来。怀表也可以固定在衣领、腰带等处，或者不繫表链。

## 历史
早期的随身钟表体积较大，都属于怀表。其最早的文献记载见于1462年，意大利钟表匠的一封信中提到了“怀钟”。15世纪末，发条驱动的钟表促进了小型怀表的生产。到1510年的时候，德国纽伦堡的钟表匠彼得·海萊恩制造了很多怀表。此后怀表逐渐在欧洲流行开来，成为上流社会人士的常见用品和装饰。制造怀表最著名的国家是瑞士。
19世纪末，钟表制造者开始生产外形更为小巧的手表。早期的手表主要在女性中流行。第一次世界大战期间，战场上的官兵发现手表比怀表使用更加方便。此后，手表也逐渐在男性中普遍，逐渐取代了怀表的地位。现代也有一些男性出于怀旧或装饰的原因，选择佩带怀表；現今的懷錶則多做於時尚或精品的用途。
當代早期手錶興起時，曾被認為將全面取代懷錶，但諷刺的是，隨著現代智能手機的普及化，不少人會以手機作為顯示時間的工具，亦算是一種變相的「電子懷錶」，反倒戴手錶的人卻開始越來越少，反過來被這種新興的「電子懷錶」取代。

## 外形

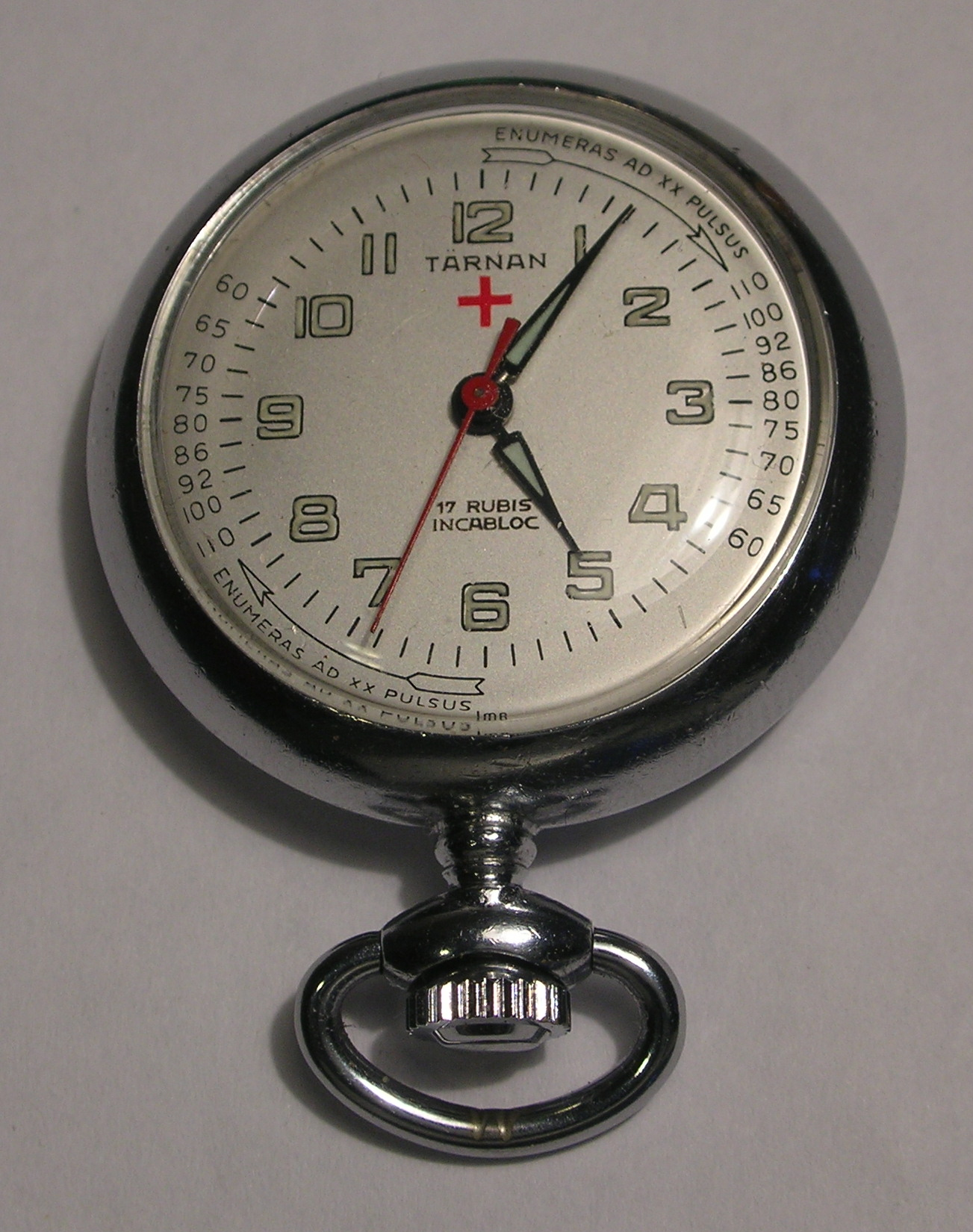
用来测脉搏的医用怀表/停表，上刻有阿拉伯数字注释

怀表因其造型分两大类。猎用式在表蒙外面另加有透明或不透明的壳罩。敞开式则不加壳罩。另外还有带部分壳罩的半猎用式。
怀表放在裤袋里的时候一般使用较长的表链，胸袋的表链则较短。有的表链上端有夹子，以便固定在西装上衣或衬衣的领子上。

## 懷錶鏈
懷錶鏈基本上分為兩種，分別是single albert與double albert。
single albert是指僅有一條鍊子，兩頭分別為懷錶與固定物。而double albert就是有兩條鍊子，兩條鍊子都與固定物相連，而一條鍊子的接著懷錶，另一條接著裝飾物。

## 怀表与铁路
1830年出现了定时运行的铁路客运列车，此后在全世界开始普及。铁路运输需要准确的计时系统，因为扳道、调车等操作如果不在正确的时间进行很容易造成事故。铁路公司往往为员工配置怀表。
例如1920年，平汉铁路从瑞士天梭表厂定制了白铜的“平汉铁路纪念怀表”，白色表盘，内圈为12时刻，外圈为24时刻，表身还有防磁设计。